# Stanisław Stankiewicz (1903–1947)
Stanisław Stankiewicz, ps. Sośniak, Dąb, Kornik (ur. 15 listopada 1903 w Wólce Profeckiej, zm. 12 sierpnia 1947 w Warszawie) – polski leśniczy, żołnierz wyklęty, „Sprawiedliwy wśród Narodów Świata”.

## Życiorys
Stanisław Stankiewicz urodził się w Wólce Profeckiej, obecnie dzielnica Puław, 15 listopada 1903 roku. Wraz z żoną Barbarą z domu Dysput mieli dzieci Barbarę oraz Tadeusza. W momencie wybuchu II wojny światowej Stanisław był leśniczym w leśniczówce Głodno nieopodal Opola Lubelskiego, należał do ZWZ–AK.
W marcu 1941 Stanisław namówił Niemców na pozwolenie zatrudnienia Żydów do prac w jego leśniczówce w Głodnie. W ten sposób schronienie znaleźli Żydzi z getta w Opolu Lubelskim. Gdy w 1942 rozpoczęto wywózki do obozów zagłady, wokół leśniczówki Stankiewiczów ukrywało się ponad 200 osób. Stanisław pomagał Żydom budować szałasy w lesie, znajdować kryjówki w okolicznych zabudowaniach, zdobywać jedzenie. Tadeusz wraz z siostrą Barbarą zacierali ślady ukrywających się Żydów, dbali o bezpieczeństwo transportów z żywnością, pilnowali, czy nikt nie śledzi ukrywających się. Wiosną 1942 kryjówki zostały zadenuncjowane przez Polaka o nazwisku Szyszko, ukrywający się zaś zamordowani. Przeżyli jedynie ukrywający się w zabudowaniach. Szyszko po wojnie został skazany na karę śmierci. Ostatecznie udało się uratować sześcioro Żydów, spośród których jedynie Szlomo (Jan) Szmulewicz pozostał w Polsce. Przyjaźnił się z Tadeuszem do swojej śmierci w 2007.
Po wkroczeniu Sowietów rodzina przeniosła się leśnictwa Sterdyń w powiecie Sokołów Podlaski. Stanisław kontynuował działalność niepodległościową w Zrzeszeniu WiN oraz Narodowym Zjednoczeniu Wojskowym.
Po wojnie Stanisław trafił do aresztu za działalność w WiN/AK. Został wywieziony do Warszawy, gdzie go brutalnie przesłuchiwano. Zginął wypchnięty przez okno aresztu. Urząd Bezpieczeństwa jako oficjalną przyczynę śmierci podał samobójstwo. Rodzina nie otrzymała zgody na pochówek. Jego szczątki odnaleziono w wyniku prac ekshumacyjnych prowadzonych przez Instytut Pamięci Narodowej w maju 2021 r. na terenie kwatery „C” Cmentarza Wojskowego na Powązkach. Szczątki Stanisława Stankiewicza, pochowano 15 marca 2024 w Panteonie – Mauzoleum Wyklętych-Niezłomnych na Powązkach w Warszawie.
W 1986 wraz z żoną został odznaczony medalem Sprawiedliwych wśród Narodów Świata.